# Польская школа кинематографа

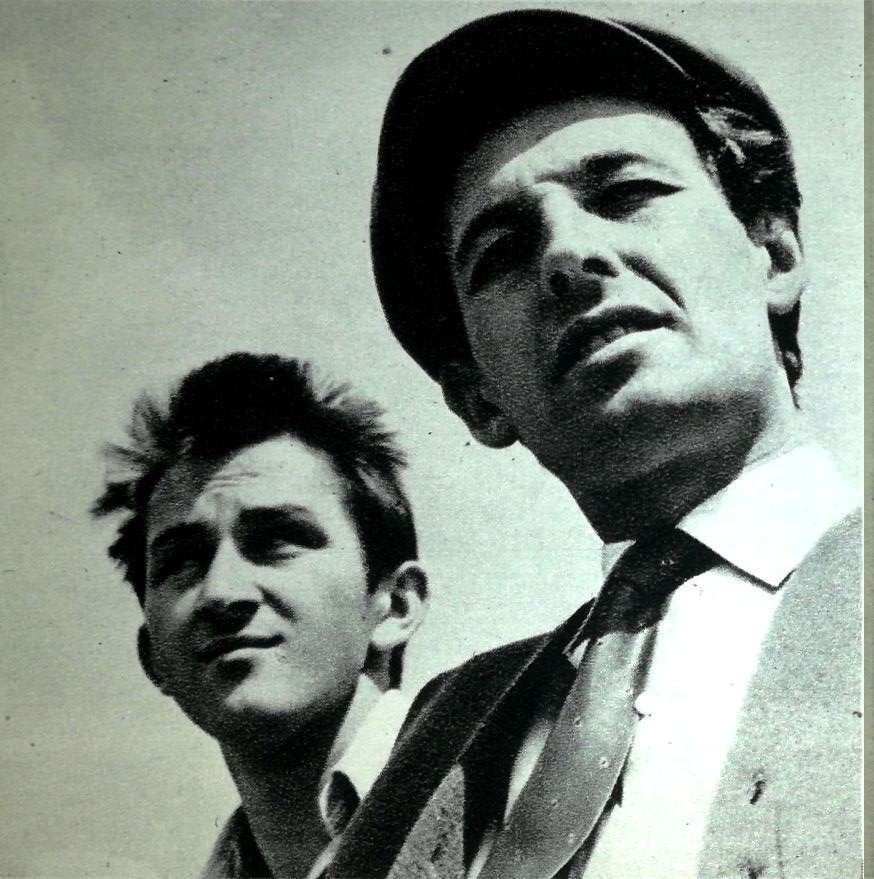
Казимеж Куц и Анджей Вайда на съёмках фильма «Канал». 1957.

Польская школа кинематографа (пол. Polska Szkoła Filmowa) — неформальное социальное и художественное объединение режиссёров и сценаристов Польши в период середины 1950-х — начала 1960-х годов.

## Художественные особенности
Творческие принципы и художественные приёмы Польской школы кинематографа находились под сильным влиянием итальянского неореализма. Основным толчком в развитии направления послужила общая либерализация взглядов в социалистическом лагере, последовавшая в начале 1950-х годов. Главной для национального кинематографа темой стал анализ места Польши во время Второй мировой войны, немецкой оккупации, Варшавского восстания, судьбы бывших солдат Армии крайова. Происходящие демократические перемены временно позволили говорить об этих событиях достаточно открыто. При этом политическая цензура в социалистическом государстве влияла на творческий процесс и этим обусловила отличие Польской школы кинематографа от совершенно открытого итальянского неореализма. Тем не менее, авторы направления первыми в Восточной Европе ярко подчёркивали национальные особенности характера и открыто выступали против навязанных стандартов социалистического реализма. При этом существовали две основные тенденции развития движения: молодые режиссёры, как Анджей Вайда, исследовал героику польского народа (что по-разному оценивалось в различные исторические периоды), а другая группа (наиболее заметный из которых — Анджей Мунк) анализировали польский характер через иронию, юмор и развенчание национальных мифов. Среди не менее ярких режиссёров Польской школы кинематографа нужно назвать Ежи Кавалеровича, Войцеха Ежи Хаса, Тадеуша Конвицкого.

## Кинематографисты и фильмы

### Анджей Вайда[1]
- «Поколение» (пол. «Pokolenie», 1955 год) — фильм с участием Романа Полански о молодом подполье в Варшаве;
- «Канал» (пол. «Kanał», 1956 год) — продолжение трилогии об участниках Варшавского восстания;
- «Пепел и алмаз» (пол. «Popiół i diament», 1958 год) — третья, завершающая часть трилогии.
- «Всё на продажу» (пол. «Wszystko na sprzedaż», 1968 год) — фильм о польском кинематографе;
- «Человек из мрамора» (пол. «Człowiek z marmuru», 1977 год) фильм о строителе в послевоенной Польше.
- «Человек из железа» (пол. «Człowiek z żelaza», 1981 год) — о польском профсоюзном движении и забастовке на Гданьской судоверфи.

### Анджей Мунк
- «Человек на рельсах» (пол. «Człowiek na torze», 1956 год) — о путево́м рабочем, уволенном по обвинению в саботаже;
- «Эроика» (Героика, пол. «Eroica», 1958 год) — две новеллы, балансирующие на грани трагедии и комедии, о гранях проявления героизма;
- «Косоглазое счастье» (пол. «Zezowate szczęście», 1960 год), в советском прокате «Шесть превращений Яна Пищика» — история незадачливого героя, который по недоразумению оказался в исправительном заведении и только там почувствовал себя на своём месте.

### Ежи Кавалеро́вич
- «Настоящий конец большой войны» (пол. «Prawdziwy koniec wielkiej wojny», в прокате СССР — «Этого забыть нельзя», 1957 год) — о повторной встрече мужа и жены, которые на долгие годы были разлучены войной и заключением в концентрационном лагере. Груз прошлого, препятствующий созданию будущего, затяжной психологический конфликт и эмоциональные травмы, вызванные войной — эти темы фильма оказали значительное влияние на картины польского кинематографа этого периода.
- «Загадочный пассажир» (название в оригинале — «Поезд», пол. «Pociąg», известен также как «Night Train» или «Baltic Express»[5], 1959 год) — психологическая драма с детективным сюжетом. Фильм является «напряжённым, убедительным, проницательным портретом толпы, её поведения, эмоциональных потребностей, (подверженности) истерии».[6]
- «Мать Иоанна от ангелов» (пол. «Matka Joanna od Aniołów», 1961 год) — историко-психологическая драма. Фильм «Мать Иоанна от ангелов» служит «провокационным и навязчивым отображением вечной духовной борьбы человека с неопределимой природой греха и телесного существования».[7]

### Войцех Ежи Хас
- «Петля» (пол. «Pętla», 1957 год) — драма человека, страдающего алкоголизмом.
- «Как быть любимой» (пол. «Jak być kochaną», 1963 год) — история театральной актрисы в оккупированной и послевоенной Польше.